# Alexandre Angélique de Talleyrand-Périgord

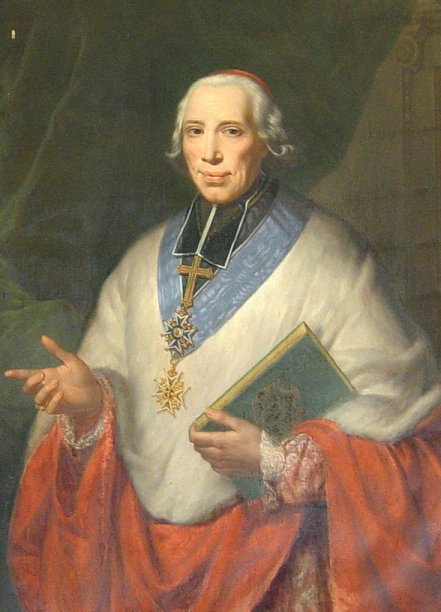
Portret van Alexandre Angélique de Talleyrand-Périgord.

Alexandre Angélique de Talleyrand-Périgord (Parijs, 16 oktober 1736 - aldaar, 20 oktober 1821) was een Frans kardinaal, van 1777 tot 1816 aartsbisschop van Reims en van 1817 tot aan zijn dood aartsbisschop van Parijs.

## Levensloop
Hij maakte deel uit van de adellijke familie Talleyrand-Périgord en was een oom van staatsman en diplomaat Charles-Maurice de Talleyrand. Alexandre Angélique de Talleyrand-Périgord studeerde aan de Jezuïetenschool van La Flèche in Sarthe en vervolgens aan het Seminarie Saint-Sulpice in Parijs, waar hij een graduaat in de theologie behaalde. Hij eindigde zijn studies aan de rechtenfaculteit in Reims, waar hij licentiaat in utroque vure (een combinatie van canoniek en burgerlijk recht) werd.
In 1761 werd hij tot priester gewijd en in 1762 werd Talleyrand-Périgord benoemd tot vicaris-generaal van het bisdom Verdun. In 1766 werd hij verkozen tot titulair bisschop van Traianopolis, in december dat jaar gevolgd door zijn benoeming als coadjutor van het aartsbisdom Reims. Na het overlijden van Charles Antoine de La Roche-Aymon werd hij op 27 oktober 1777 verheven tot aartsbisschop. Tegelijk was hij van 1777 tot 1789 commendatair abt van de Abdij Notre-Dame du Cercamp. Bovendien zetelde hij van 1780 tot 1788 in de Assemblee van de Clerus en werd in 1787 lid van de Kamer van Notabelen.
In 1789, in aanloop naar de Franse Revolutie, zetelde Talleyrand-Périgord voor de clerus in de Staten-Generaal. Nadat in 1790 de Constitution civile du clergé werd goedgekeurd, emigreerde hij en verbleef hij achtereenvolgens in Aken, Weimar en Brunswijk. Toen het Concordaat van 1801 in werking trad, weigerde Talleyrand-Périgord als heftig tegenstander ontslag te nemen als aartsbisschop van Reims. In 1803 werd hij afgevaardigde van de graaf van Provence, de latere koning Lodewijk XVIII, die toen in ballingschap leefde in Polen. Later volgde hij de graaf naar het Verenigd Koninkrijk.
In 1808 benoemde de latere koning Lodewijk XVIII Talleyrand-Périgord tot grootaalmoezenier van Frankrijk, een functie die hij na de Restauratie van het huis Bourbon in 1814 officieel ging uitoefenen, tot aan zijn dood in 1821. Tijdens de Honderd Dagen in 1815, toen Napoleon weer korte tijd aan de macht was, volgde hij Lodewijk XVIII in ballingschap naar Gent. Hetzelfde jaar werd hij benoemd tot pair van Frankrijk, waardoor hij zitting kon nemen in de Kamer van Pairs, gedurende de Restauratie het hogerhuis van het Franse parlement.
Op 8 november 1816 nam hij alsnog ontslag als aartsbisschop van Reims. Enkele maanden later, op 28 juli 1817, werd de toen 80-jarige Talleyrand-Périgord door paus Pius VII benoemd tot kardinaal, op 1 oktober dat jaar gevolgd door zijn aanstelling als aartsbisschop van Parijs, een functie die hij pas vanaf 1819 kon uitoefenen. Daarnaast was hij een van de architecten van het Concordaat van 1817. Hierin werden de bepalingen van het Concordaat van 1801 ongedaan gemaakt, maar het trad nooit officieel in werking.
Alexandre Angélique de Talleyrand-Périgord overleed in oktober 1821, enkele dagen na zijn 85ste verjaardag.
- Bibliothèque nationale de France: cb122086727 (data)
- Gemeinsame Normdatei: 115814965
- International Standard Name Identifier: 0000 0000 8343 3581
- Library of Congress Control Number: nb2013003765
- Nederlandse Thesaurus van Auteursnamen: 266575404
- Système universitaire de documentation: 079727018
- Virtual International Authority File: 46809676
- WorldCat: E39PBJkTbKD7gXFgPKc6mJ6Yfq